# Авіалінії Антонова
Авіакомпанія "АНТОНОВ" — українська вантажна авіакомпанія, що спеціалізується на перевезенні габаритних та надважких вантажів. Основні потужності базуються в аеропорту Гостомель неподалік Києва.

## Загальні відомості
Авіакомпанія «АНТОНОВ» (ANTONOV Airlines) є структурним підрозділом АНТК «Антонов» і почала свою діяльність з моменту підписання Постанови Ради Міністрів СРСР від 1 квітня 1989 року № 520-Р. Це була перша у світі вантажна чартерна авіакомпанія, що експлуатує надважкі вантажні літаки Ан-124. Досвід успішної роботи авіакомпанії створив абсолютно новий ринок з авіаперевезення надважких вантажів і стимулював появу інших авіакомпаній, таких як «Волга-Дніпро», «Політ» та інші, що експлуатують цей тип літака.
Головним завданням авіакомпанії є забезпечення позабюджетного фінансування основної діяльності АНТК «Антонов» зі створення нових типів літаків і накопичення досвіду експлуатації літаків Ан-124 з метою їх подальшого вдосконалення.
Досвід успішної роботи авіакомпанії приніс їй заслужене визнання. Рішенням Кабінету міністрів Україні від 8 грудня 1997 року № 1365 авіакомпанії АНТК присвоєно звання «Національного повітряного перевізника вантажних перевезень». Вона першою в Україні отримала сертифікат на право перевезення небезпечних вантажів. Крім того авіакомпанія є призначеним перевізником Уряду України з перевезення вантажів військового та спеціального призначення.
Деякі вантажі, перевезені літаками авіакомпанії:
- гідротурбіни вагою 88 тонн з Харкова в Ташкент, для Таштакумської ГЕС;
- Електрогенератор фірми Siemens вагою 135,2 тонни з Дюссельдорфа, Німеччина в Делі, Індія (даний факт зафіксовано в Книзі рекордів Гіннеса);
- Локомотив вагою 102 тонни з Лондона в Дублін (це перевезення зафіксоване на кишеньковому календарі авіакомпанії)[1].

У комерційній експлуатації авіакомпанії знаходився найбільший у світі літак Ан-225.

## Маршрутна мережа

### Міжнародні перевезення
- Калгарі, провінція Альберта, Канада (Ан-124)
- Стамбул, Туреччина (Ан-124, Ан-225)[2]
- Амстердам, Нідерланди (Ан-225)[2]
- Люксембург (Ан-225)[2]
- Сан-Паулу, Бразилія (Ан-124)
- Сальвадор, Бразилія (Ан-124)
- Ріо-де-Жанейро, Бразилія (Ан-124)
- Буенос-Айрес, Аргентина (Ан-124)

## Флот

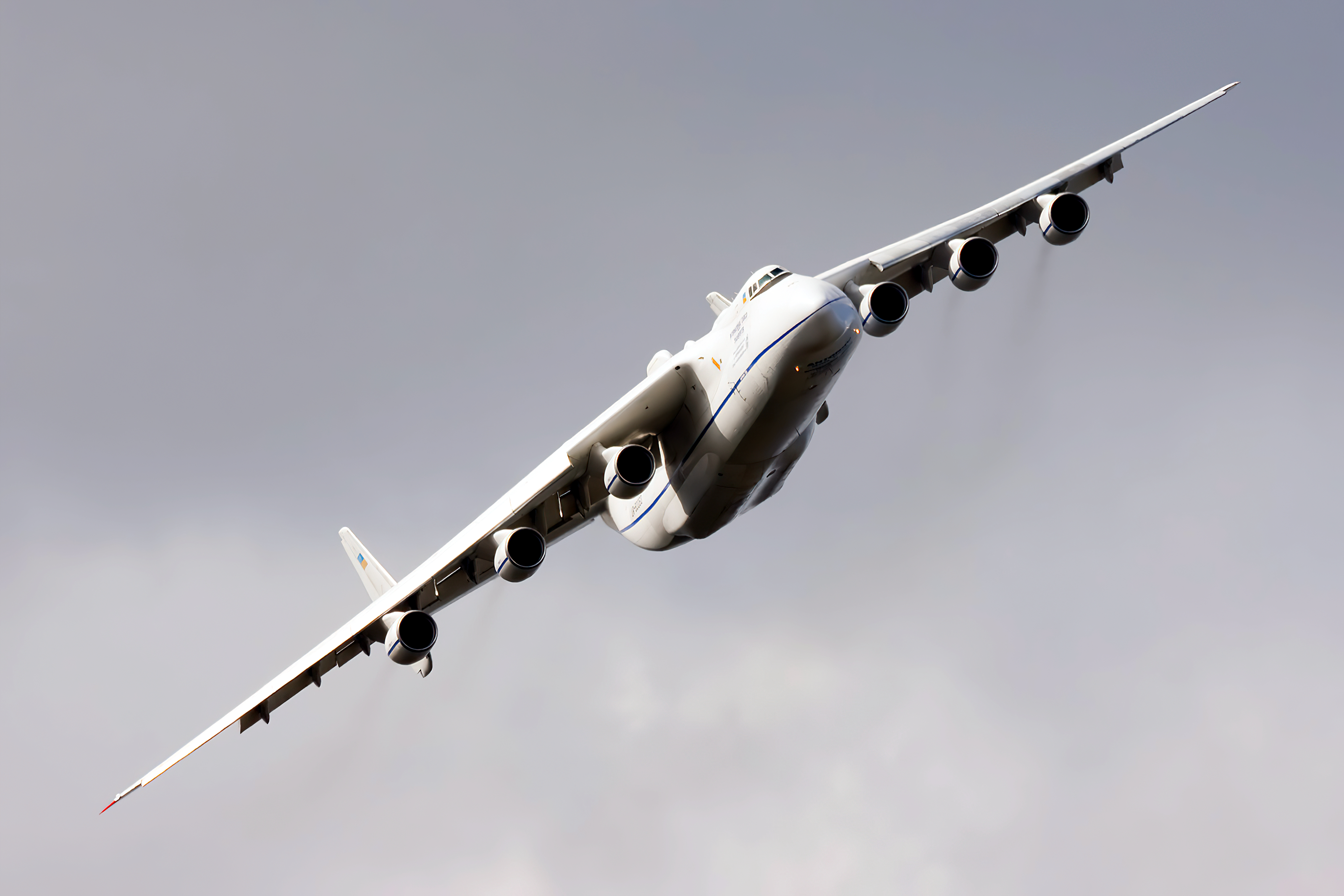
Ан-225 в аеропорту Гостомель, України

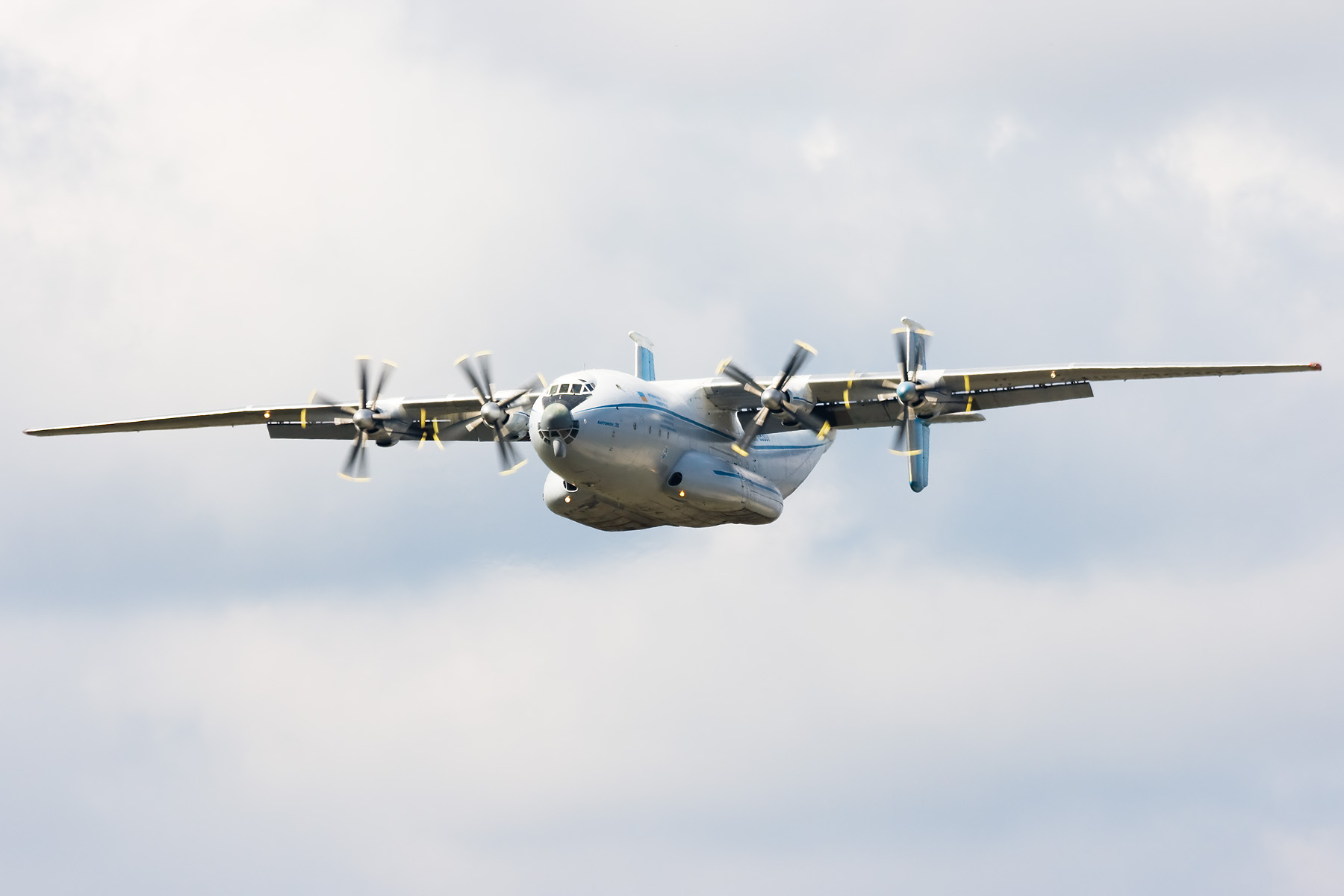
Ан-22 «Антей»

Флот Antonov Airlines на січень 2023:
Станом на жовтень 2009 року авіакомпанія експлуатувала повітряний флот з таких літаків :
- 1 Ан-225 «Мрія»
- 7 Ан-124-100 «Руслан»
- 1 Ан-22 «Антей»
- 2 Ан-12
- 1 Ан-26
- 1 Ан-74.

Авіакомпанія також експлуатує такі літаки для потреб конструкторського бюро:

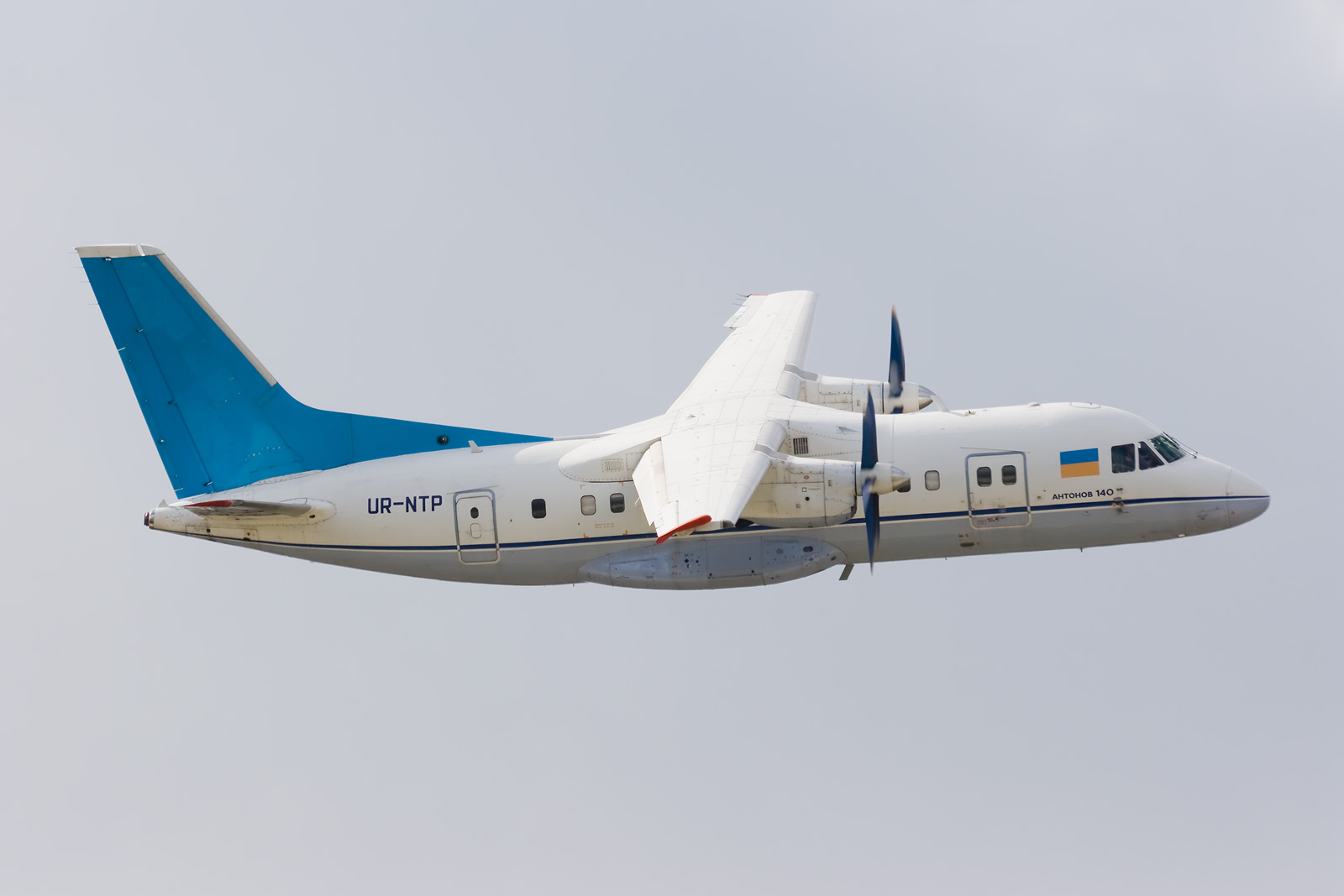
Ан-140 в аеропорту Гостомель, 2008

- 1 Ан-28
- 1 Ан-32
- 3 Ан-140
- 2 Ан-148
- 1 Ан-158

## Обсяги перевезень
На початок 2018 підприємство забезпечує біля 35% світового обсягу повітряних перевезень великогабаритних і надважких вантажів.
Для перевезення  головного обтічника найбільшої в світі космічної ракети Falcon Heavy було задіяно   вантажний літак Ан-124-100 "Руслан". Літак подолав 3 613 км протягом 4,5 годин, забезпечивши доставку складової ракети для її вчасного запуску з космодрому на мисі Канаверал.